# Les Leston
 Alfred Lazarus Fingleston  conegut com Les Leston va ser un pilot de curses automobilístiques britànic que va arribar a disputar curses de Fórmula 1.
Les Leston va néixer el 16 de desembre del 1920 a Bulwell, Nottinghamshire, Anglaterra.

## A la F1
Va debutar a la vuitena i última cursa de la temporada 1956 (la setena temporada de la història) del campionat del món de la Fórmula 1, disputant el 2 de setembre del 1956 el GP d'Itàlia al Circuit de Monza.
Les Leston va participar en un total de tres curses puntuables pel campionat de la F1, disputant-les en dues temporades diferents (1956 i 1957), no aconseguint acabar cap cursa i no assolí cap punt pel campionat.

## Resultats a la Fórmula 1
| Any  | Equip                    | Xassís    | Motor  | 1   | 2       | 3   | 4   | 5       | 6   | 7   | 8       | Posició | Punts |
| ---- | ------------------------ | --------- | ------ | --- | ------- | --- | --- | ------- | --- | --- | ------- | ------- | ----- |
| 1956 | Connaught Engineering    | Connaught | Alta   | ARG | MON     | 500 | BEL | FRA     | GBR | ALE | ITA Ret | -       | 0     |
| 1957 | Cooper Car Company       | Cooper    | Climax | ARG | MON NVQ | 500 | FRA |         |     |     |         | -       | 0     |
| 1957 | Owen Racing Organisation | BRM       | BRM    |     |         |     |     | GBR Ret | ALE | PES | ITA     | -       | 0     |

### Resum
| Curses: | Victòries: | Pòdiums: | Poles: | Voltes ràpides: | Punts: |
| ------- | ---------- | -------- | ------ | --------------- | ------ |
| 3       | 0          | 0        | 0      | 0               | 0      |